# Laguna de Cota Cota
Laguna de Cota Cota es el nombre de un importante parque urbano en la ciudad de La Paz. Su nombre oficial es Parque Laguna de Cota Cota Túpac Katari.
El parque es uno de los pocos espacios públicos de la ciudad de La Paz que cuenta con una laguna, y cascadas artificiales. La Laguna es navegable en pequeñas embarcaciones biplaza. Hasta 2016 era el segundo parque público más visitado de la ciudad de La Paz.

## Características

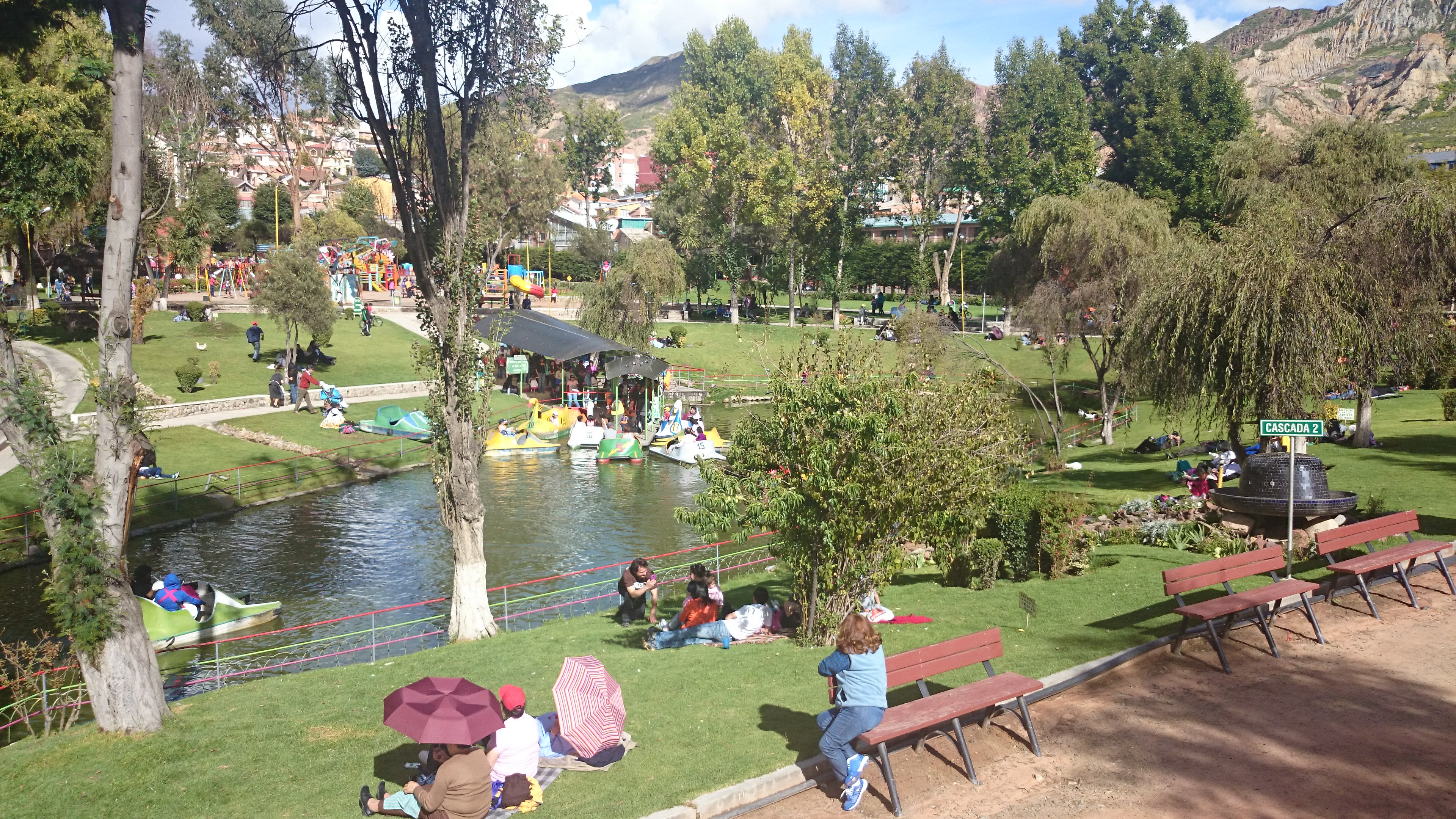

La característica principal del parque es la laguna artificial alimentada por cascadas y la fuente ubicada en el cuerpo mayor de la laguna. El espacio también cuenta con circuitos para bicicletas y triciclos, juegos y áreas verdes.
La flora del parque está constituida principalmente por molles, eucaliptos, acacias, retamas, álamos y olmos.
Por su gran popularidad el parque es uno de los espacios públicos que se mantienen abiertos en feriados y jornadas de recreación como el día del peatón.